# بافيلوستا
بافيلوستا (بالإنجليزية: Pāvilosta)‏ هي منطقة سكنية تقع في لاتفيا في بلدية بافيلوستا.[بحاجة لمصدر] يقدر عدد سكانها بـ 1,134 نسمة .